# Discografia di Damiano David
La discografia di Damiano David, cantautore italiano, è costituita da un album in studio, sei singoli e altrettanti video musicali, pubblicati dal 2024.

## Album in studio
| Anno                                                         | Titolo | Classifiche |
| Anno                                                         | Titolo | ITA         |
| ------------------------------------------------------------ | --- | ----------- |
| 2025                                                         | Funny Little Fears - Pubblicato: 16 maggio 2025 - Etichetta: Arista Records - Formati: CD, LP, download digitale, streaming | 4           |
| "—" indica una pubblicazione non classificata in quel paese. | |             |

## Singoli
| Anno                                                         | Titolo                   | Classifiche | Classifiche | Classifiche | Classifiche | Classifiche | Classifiche | Certificazioni                       | Album di provenienza |
| Anno                                                         | Titolo                   | ITA         | BEL         | CAN         | FRA         | NLD         | SWI         | Certificazioni                       | Album di provenienza |
| ------------------------------------------------------------ | ------------------------ | ----------- | ----------- | ----------- | ----------- | ----------- | ----------- | ------------------------------------ | -------------------- |
| 2024                                                         | Silverlines              | 85          | —           | —           | —           | —           | —           |                                      | Funny Little Fears   |
| 2024                                                         | Born with a Broken Heart | 24          | 4           | 95          | 21          | 72          | 54          | - BEL: Oro - FRA: Platino - ITA: Oro | Funny Little Fears   |
| 2025                                                         | Next Summer              | 50          | 10          | —           | 72          | —           | 60          |                                      | Funny Little Fears   |
| 2025                                                         | Voices                   | —           | —           | —           | —           | —           | —           |                                      | Funny Little Fears   |
| 2025                                                         | Zombie Lady              | —           | —           | —           | —           | —           | —           |                                      | Funny Little Fears   |
| 2025                                                         | The First Time           | 55          | —           | —           | —           | —           | 68          |                                      | Funny Little Fears   |
| "—" indica una pubblicazione non classificata in quel paese. |                          |             |             |             |             |             |             |                                      |                      |

## Autore per altri artisti
| Anno | Titolo        | Artista     |
| ---- | ------------- | ----------- |
| 2023 | Duemilaminuti | Mara Sattei |

## Video musicali
| Anno | Titolo                   | Regista/i                                   |
| ---- | ------------------------ | ------------------------------------------- |
| 2024 | Silverlines              | Nono + Rodrigo                              |
| 2024 | Born with a Broken Heart | Aerin Moreno                                |
| 2025 | Next Summer              | YouNuts! (Antonio Usbergo e Niccolò Celaia) |
| 2025 | Voices                   | Shake Plastik Dreamer                       |
| 2025 | Zombie Lady              | Shake Plastik Dreamer                       |
| 2025 | The First Time           | Shake Plastik Dreamer                       |